# Maison de la franc-maçonnerie
La maison de la franc-maçonnerie est le nom donné à un édifice situé à Alençon, en France. Elle date du XVe siècle et est inscrite au titre des monuments historiques.

## Localisation
Le monument est situé dans le département français de l'Orne, à Alençon, au 30 de la rue du Maréchal-de-Lattre-de-Tassigny, à 100 m au sud-ouest de la basilique Notre-Dame.

## Architecture
Les façades et toitures de la maison sont inscrites au titre des monuments historiques depuis le 29 juin 1965.